# Mons Wolff
El Mons Wolff es un macizo montañoso que se encuentra en el hemisferio norte de la cara visible de la Luna, en el extremo suroeste de los Montes Apenninus. Sus coordenadas selenográficas son 16.88° Norte, 6.8° Oeste. El macizo presenta una forma irregular, con un diámetro de unos 73 kilómetros.
Se sitúa en el brazo de terreno escarpado que separa el Mare Imbrium (al noroeste) del Sinus Aestuum (al sureste). Su posición coincide aproximadamente con el centro del triángulo formado por los grandes cráteres Eratosthenes (al oeste), Marco Polo (al sureste) y Wallace (al noroeste).

## Denominación
Debe su nombre al filósofo alemán Christian Wolff (1679-1754).

## Cráteres satélite

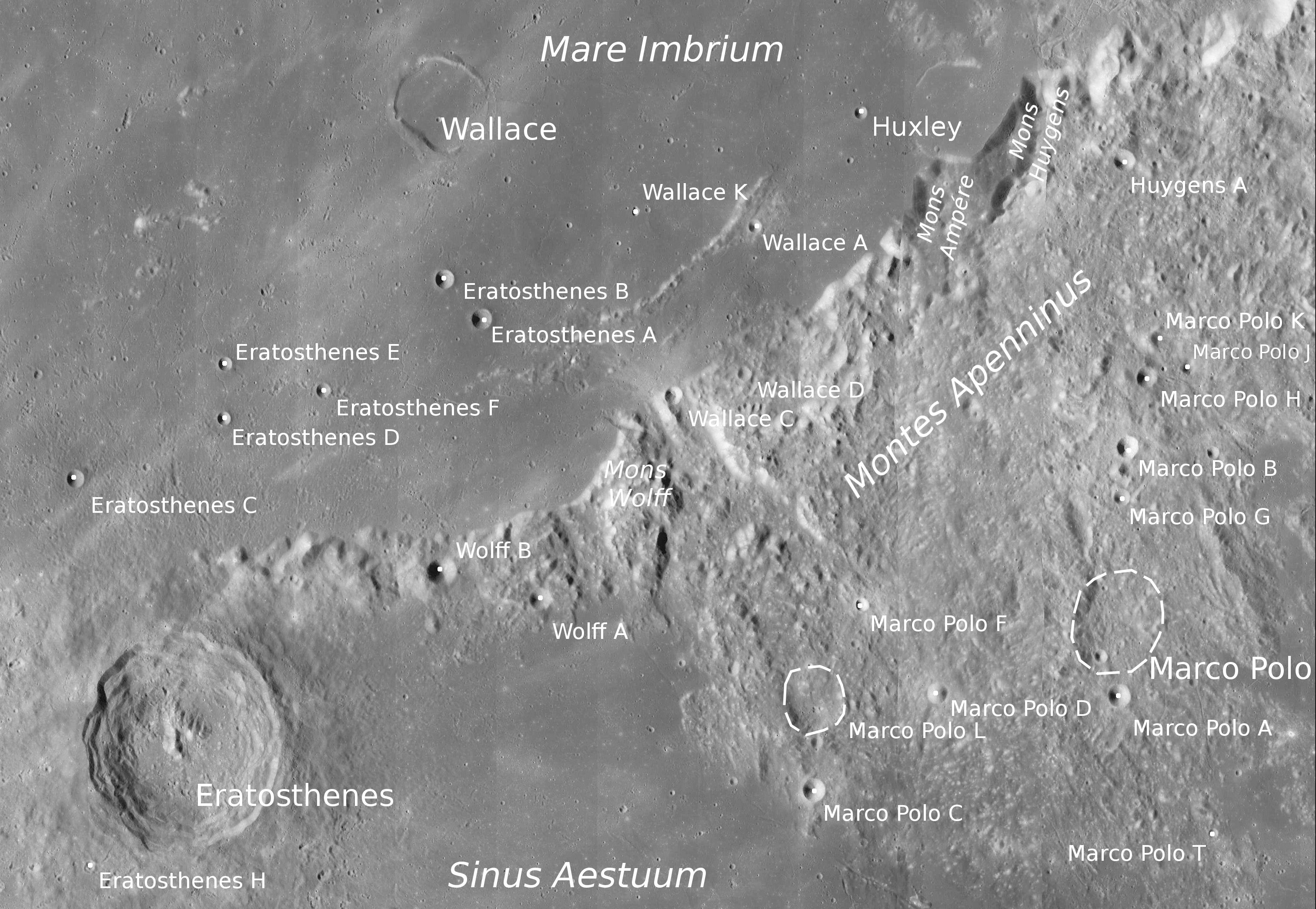
Entorno de Wolff (imagen LRO)

Por convención estos elementos son identificados en los mapas lunares poniendo la letra en el lado del punto medio del cráter que está más cercano a Wolff.
|       | \| Wolff \| Coordenadas \| Diámetro \| \| ----- \| ----------------------------- \| -------- \| \| A \| 15°47′N 7°45′O / 15.79, -7.75 \| 6,41 km \| \| B \| 16°02′N 8°44′O / 16.03, -8.74 \| 7,92 km \| |          |
| Wolff | Coordenadas | Diámetro |
| A     | 15°47′N 7°45′O / 15.79, -7.75 | 6,41 km  |
| B     | 16°02′N 8°44′O / 16.03, -8.74 | 7,92 km  |